# Calamus insignis
Calamus insignis är en enhjärtbladig växtart som beskrevs av William Griffiths. Calamus insignis ingår i släktet Calamus och familjen Arecaceae.

## Underarter
Arten delas in i följande underarter:
- C. i. insignis
- C. i. longispinosus
- C. i. robustus